# Murakami Namiroku
Murakami Namiroku (村上浪六), 18 décembre 1865 - 1er décembre 1944, est un écrivain et romancier japonais spécialisé dans les fictions populaires mettant en scène des gangsters chevaleresques. Il est le grand-père d'Otoya Yamaguchi, assassin d'Inejiro Asanuma, politicien et chef du Parti socialiste japonais.

## Source de la traduction
- (en) Cet article est partiellement ou en totalité issu de l’article de Wikipédia en anglais intitulé « Murakami Namiroku » (voir la liste des auteurs).